# Io ti aspetterò
Io ti aspetterò (The Sisters) è un film del 1938 diretto da Anatole Litvak.

## Trama
Lousie, Helen e Grace sono le tre figlie del farmacista di Silver Bow, nel Montana, pronte per il gran ballo indetto per le elezioni presidenziali negli Stati Uniti d'America del 1904. Ad accompagnarle è Tom Knivel, il miglior partito della città, in procinto di dichiararsi alla primogenita Louise.
Al ballo però, Louise si infatua di Frank Medlin, un giornalista sportivo giunto occasionalmente da San Francisco che decide poi di trattenersi più a lungo, essendosi innamorato al primo sguardo. Invitato a casa Elliot dopo una settimana, Frank chiede in sposa Louise, ricevendo però una reazione fredda da parte della famiglia, sorpresa dalla tempistica e turbata dalla possibilità di vedere la figlia prediletta abbandonare casa per una destinazione lontana. Cosa che avviene comunque, in quanto la "seria" Louise cede alla forza del sentimento e fugge a San Francisco con il suo innamorato.
In seguito, a sposare Tom Knivel sarà la piccola Grace, mentre la bella Helen cede alle lusinghe di Sam Johnson, ricco e vedovo che non ama ma che le assicurerà la bella vita che ha sempre sognato.
La vita matrimoniale di Louise è invece molto più difficile di quanto prospettato, con Frank che fatica ad ultimare il suo libro e come giornalista non fa progressi. Louise perde un bambino dopo aver assisitito ad un match di pugilato con il marito che l'ha traumatizzata. Frank comincia a bere e dà il peggio di sé fino a perdere il lavoro e andare ulteriormente in crisi quando Louise si fa assumere come segretaria.
Cogliendo un suggerimento dell'amico Tim, Frank decide di lasciare la città, ma decide addirittura di imbarcarsi per Singapore.
Louise non riesce a fermarlo e pochi giorni dopo è vittima del terremoto di San Francisco del 1906 che la costringe a lasciare casa e a rifugiarsi da un'amica ad Oakland. Il suo principale William Benson l'aiuta e lei riprenderà casa e lavoro con successo.
Mentre Helen resta vedova e trova altri compagni restando nell'alta società, la fragile Grace ha un figlio ma poi scopre di essere tradita dal marito. Chiede aiuto a Louise che chiama a raccolta le sorelle e torna a Silver Bow per risolvere l'emergenza. Con scaltrezza salva il matrimonio della sorella e poi si prepara con la famiglia al nuovo gran ballo, questa volta per le elezioni presidenziali del 1908.
Frank, tornato dal suo giro intorno al mondo, vorrebbe riabbracciare pentito Louise, ma il suo amico Tim cerca di distoglierlo immaginando che la donna debba dimenticarlo e dire finalmente sì al suo principale Benson, che attende solo un suo assenso. Frank però è deciso a rivederla e parte per il Montana quando scopre che sua moglie è tornata momentaneamente dai suoi.
Così, quattro anni dopo, nelle stesse circostanze, e dopo essere stati per due anni lontani, Frank ritrova Louise, che nonostante tutto lo ha sempre aspettato e lo ama ancora.

## Produzione
Il film fu prodotto dalla Warner Brothers tra il 6 giugno e l'agosto 1938. Fu girato nei Warner Brothers Burbank Studios al 4000 del Warner Boulevard a Burbank.

### Regia
Litvak ha avuto come aiuti Irving Rapper e Jack Sullivan, quest'ultimo non accreditato.

## Distribuzione
Distribuito dalla Warner Brothers, il film uscì nelle sale cinematografiche degli Stati Uniti il 14 ottobre 1938.

### Date di uscita
IMDb
- USA	14 ottobre 1938
- Paesi Bassi	3 febbraio 1939
- Ungheria	16 febbraio 1939
- Finlandia	5 marzo 1939
- Danimarca	15 marzo 1939
- Francia	29 marzo 1939
- Portogallo	16 marzo 1944
- Germania Ovest	9 novembre 1963	 (prima TV)

Alias
- The Sisters	USA (titolo originale)
- As Irmãs	Brasile / Portogallo
- Nuits de bal	Belgio (titolo Francese) / Francia
- Balnachten	Belgio (titolo Fiammingo)
- De zusters	Paesi Bassi (titolo informale letterale)
- Drei Schwestern aus Montana	Germania Ovest (titolo TV)
- Io ti aspetterò	Italia
- Las hermanas	Spagna
- Leányvágyak	Ungheria
- Mellan två valser	Svezia
- Meta tin kataigida	Grecia
- Rakkauden harhateillä	Finlandia
- Søstrene	Danimarca